# Bialet Massé
Bialet Massé es una localidad situada en el centro del departamento Punilla, provincia de Córdoba, Argentina. Está ubicada al pie de las Sierras Chicas.
Por el sudoeste, limita con el ejido de Villa Parque Síquiman; por el norte con el ejido de Santa María de Punilla; por el este gran parte del límite está dado por el río Cosquín hasta su desembocadura en el Lago San Roque y luego con la cumbre de la Sierra Chica; finalmente por el sudeste con la localidad de San Roque.
Se encuentra conectada con la ciudad de Córdoba mediante la Ruta Nacional RN38 y la ruta provincial E55, así como a través del tren de pasajeros llamado Tren de las Sierras.

## Historia y toponimia
Antes de la llegada de los españoles, la localidad estaba poblada por comechingones y sanavirones.
Las tierras de la localidad eran de la Estancia Santa María, de la familia del Brigadier Bustos. El 1 de abril de 1884, el Dr. Juan Bialet Massé adquiere las tierras donde establecerá su casa-quinta y su fábrica de cales La Primera Argentina, en la zona entre el Arroyo Seco (límite actual entre Bialet Massé y Santa María de Punilla) y el Arroyo Suncho Huaico, al oeste del río Cosquín. 
Juan Bialet Massé fue quién, como empresario constructor, logró la efectiva construcción del antiguo Dique San Roque y canales de riego de la ciudad de Córdoba. Durante la época de la construcción del Dique San Roque, el ingeniero Luis Huergo se refirió a las "cales hidráulicas de Santa María (Cosquín)" como excelentes e impulsoras de la industria argentina.
El 17 de noviembre de 1891 se habilitó el ferrocarril, para el cual Bialet donó terrenos. La construcción del ferrocarril incluyó la concreción del primer puente sobre el río Cosquín. Ese puente fue reforzado en 1910, y luego reconstruido en el 1923 luego de ser destruido por una creciente. La estación de tren, que todavía existe hoy, no tenía marquesina, la cual se agregó en el 1924. Originalmente, esa estación se llamaba "Santa María". Permitió llegar desde la estación Alta Córdoba en 2 horas y 40 minutos.
El 22 de abril de 1907 falleció el Dr. Juan Bialet Massé, dejando ya fundado un asentamiento poblacional, que se llamaba Santa María y es el actual centro antiguo de la localidad de Bialet Massé. El 23 de noviembre de 1911 la provincia declaró creada institucionalmente la localidad, con 500 vecinos y Comisión Municipal nombrada, con límites en la Cumbre de la Sierra Chica al Este, Cosquín al Norte, y desde el edificio de la estación de tren 1 legua al Sur y 1 legua al Oeste. En 1912, la localidad pasó a llamarse Bialet Massé, en el plano del loteo de "Villa Bialet Massé".
Hasta el año 1953, el barrio Villa Caeiro, donde se encuentra el Hospital Domingo Funes, pertenecía al municipio de Bialet Massé y pasó a pertenecer al de Santa María de Punilla.

### Intendentes
- 2023-2027: Augusto Eduardo Reyna - Unión Cívica Radical UCR
- 2015-2023: Marcelo Oliva - Unión por Córdoba (UPC)
- 2003-2015: Gustavo Pueyo -  UCR
- 1987-2003: Edgardo Alvigini - UCR[7][8]
- 1983-1987: Enrique Tessadri - UCR
- 1940-1946: Serviliano Díaz[9]

## Población
Cuenta con 9910 habitantes (Indec, 2022), lo que representa un incremento del 79,4% frente a los 5525 habitantes (Indec, 2010) del censo anterior. El aglomerado censal que forma con las localidades vecinas, Cosquín - Santa María de Punilla - Bialet Massé, cuenta con 53 516 habitantes (Indec, 2022). 
| Gráfica de evolución demográfica de Bialet Massé entre 1991 y 2022 |
|                                                                    |
| Fuente: Censos nacionales del INDEC                                |

Desde 2009, la comunidad Ticas de Bialet Massé es reconocida como teniendo personería jurídica, siendo parte del pueblo comechingón originario.

## Economía
Conocida por las diferentes atracciones religiosas y naturales, los mayores ingresos económicos provienen del turismo. La ubicación de Bialet Massé la convierte además en el acceso principal al Valle de Punilla para quienes se dirigen al centro y norte del mismo.

## Geografía
La localidad se encuentra en la penillanura occidental del sur del Valle de Punilla. 

### Distancia a Córdoba
A vuelo de pájaro, Bialet Massé se encuentra a 36 km del centro de la ciudad de Córdoba. Por transporte automotor, existen dos accesos. El más rápido es por la autopista Córdoba-Carlos Paz y luego por Variante Costa Azul, con una distancia total de 48 km. Un segundo acceso es por La Calera, empezando con un tramo de autovía Córdoba-La Calera, y luego siguiendo la escénica ruta provincial E55 a través de la Quebrada de Bamba (donde pasan también el Río Suquía y el Tren de las Sierras), con una distancia total de 44 km.

### Barrios
En la parte sureste de Bialet Massé se encuentran los barrios:
- Villa Cristina (al oeste de la ruta provincial E55, a la orilla del Lago San Roque)
- Balcón del Lago I
- Balcón del Lago II
- Playas de Oro del Lago (lindando con la Comuna San Roque)

En la parte suroeste, lindando con Villa Parque Síquiman:
- Mirador del Lago (oficialmente Villa Mirador del Lago San Roque)
- Villa Santa Ana (al oeste de la RN38)

Luego, desde el centro hacia el norte:
- Barrio Centro
- Villa Suncho Huaico (lindando con Villa Caeiro, al oeste de la RN38)
- Villa Liliana (lindando con Villa Caeiro, entre la RN38 y el Río Cosquín)

### Sismicidad
La sismicidad de la región de Córdoba es frecuente y de intensidad baja, y con un silencio sísmico de terremotos medios a graves cada 30 años en áreas aleatorias. Sus últimas expresiones son las siguientes:
- 22 de septiembre de 1908 (116 años), a las 17.00 UTC-3, con 6,5 Richter, escala de Mercalli VII; ubicación 30°30′0″S 64°30′0″O / -30.50000, -64.50000; profundidad: 100 km; produjo daños en Deán Funes, Cruz del Eje y Soto, provincia de Córdoba, y en el sur de las provincias de Santiago del Estero, La Rioja y Catamarca[12]

- 16 de enero de 1947 (78 años), a las 2.37 UTC-3, con una magnitud aproximadamente de 5,5 en la escala de Richter (terremoto de Córdoba de 1947)[11]

- 28 de marzo de 1955 (70 años), a las 6.20 UTC-3 con 6,9 Richter: además de la gravedad física del fenómeno se unió el desconocimiento absoluto de la población a estos eventos recurrentes (terremoto de Villa Giardino de 1955)

- 7 de septiembre de 2004 (20 años), a las 8.53 UTC-3 con 4,1 Richter

- 25 de diciembre de 2009 (15 años), a las 21.42 UTC-3 con 4,0 Richter

## Lugares de interés

### Barrancas Bermejas

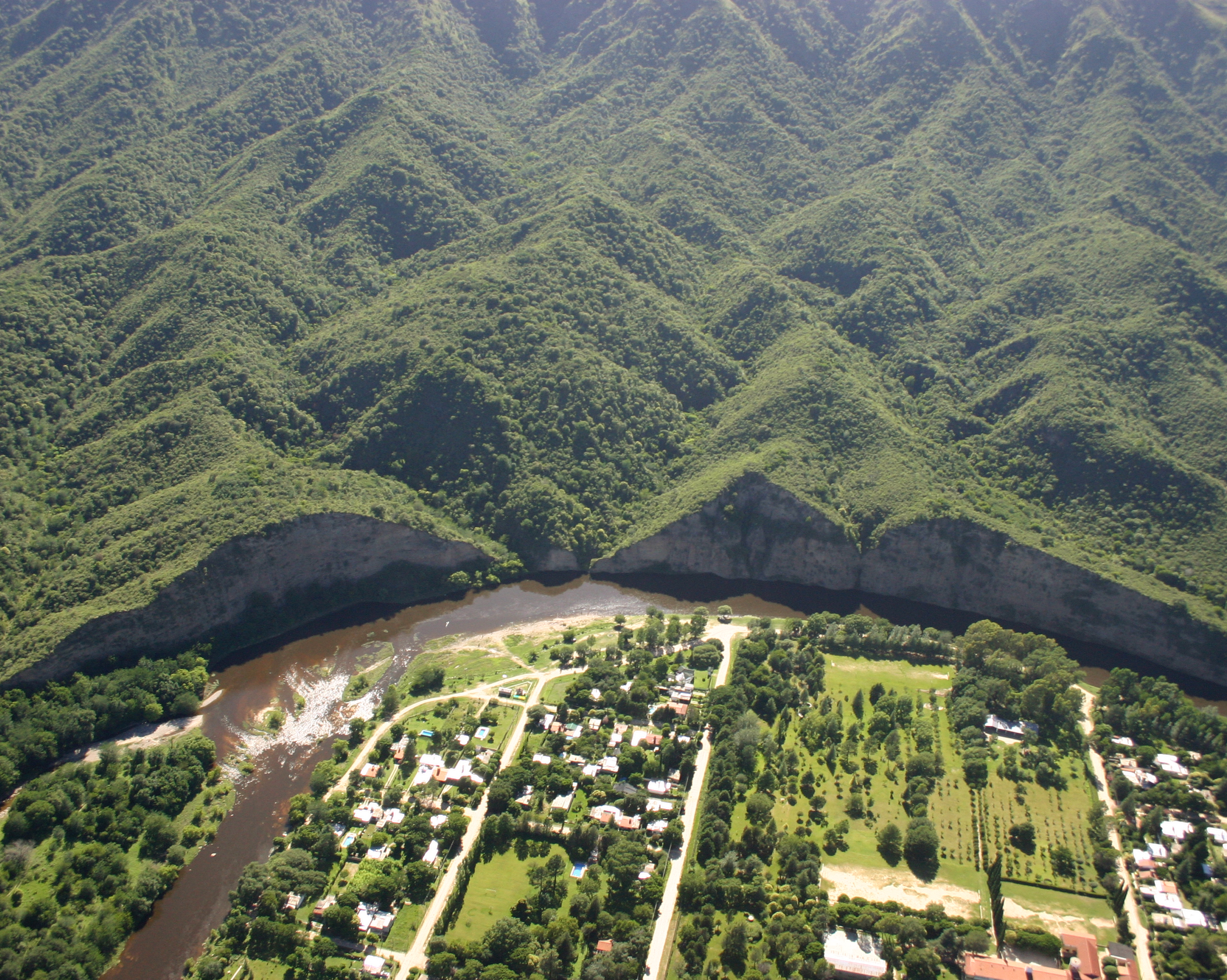
Las Barrancas Bermejas (o Labios del Indio), formadas por el Río Cosquín.

También conocidas como los Labios del Indio, las Barrancas Coloradas o las Loreras. Estos acantilados se yerguen sobre la margen Este del Río Cosquín, a pocas cuadras del centro de la localidad. La acción erosiva del citado río sobre las laderas de las Sierras Chicas ha creado un llamativo precipicio donde abundan los loros barranqueros. Esos acantilados pueden divisarse desde varios kilómetros de distancia.

### Balnearios

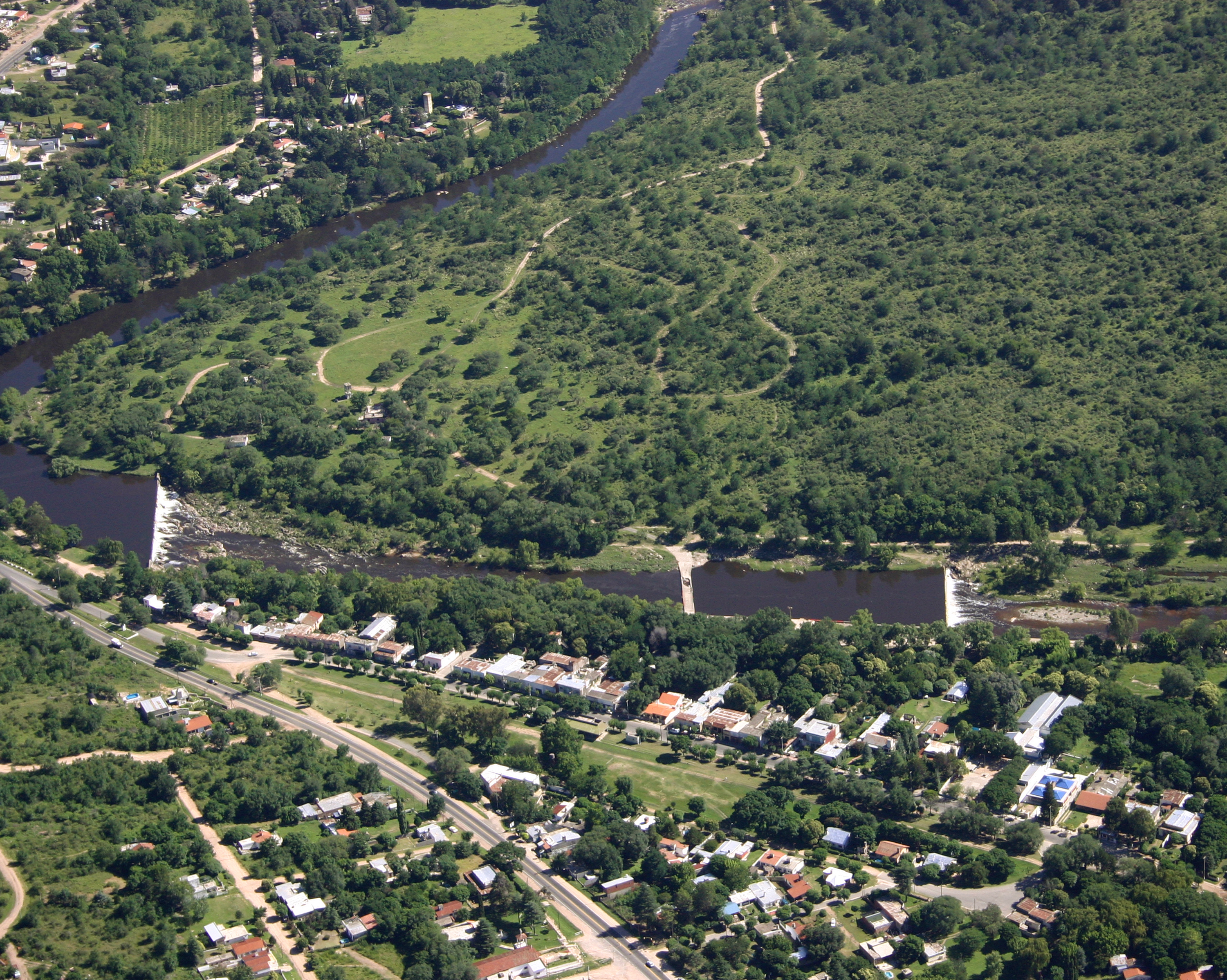
Balneario municipal.

Todos los balnearios se encuentran sobre el río Cosquín, son cercanos entre sí y son públicos.
El balneario La Toma se formó gracias a una pequeña muralla construida sobre el río en 1884 para llevar agua a las quintas cercanas, y se encuentra a pocos metros de la ruta nacional 38.
El balneario Municipal consta de una piscina natural rodeada de frondosa vegetación.
El balneario Barrancas Bermejas, mencionado más arriba, posee playas de arena fina.

### Arroyo Mallín y cascada
Ubicados a 8 kilómetros al oeste del centro, en el barrio Mirador del Lago. Sobre el arroyo se encuentra una cascada de varios metros de altura.

### Puente Arroyo Las Mojarras
Consiste en un puente en desuso que fue utilizado para cruzar el arroyo Las Mojarras por quienes circulaban por la ruta nacional 38. Luego de que el mismo quedara obsoleto, se construyó un nuevo puente a pocos metros.
En la actualidad el viejo puente es un punto de reunión por los amantes de la pesca de mojarras y otros peces. 
El arroyo Las Mojarras marca el límite entre Bialet Massé y la vecina Villa Parque Síquiman.

### Horno Histórico La Primera Argentina
Ubicado sobre la ruta nacional 38, en el acceso norte de la localidad, el horno histórico fue construido por Juan Bialet Massé a fines del siglo XIX, con el fin de producir cales hidráulicas que serían utilizadas en la construcción del Dique San Roque. El horno estaba revestido interiormente con esteatita, y cuenta con un túnel de 100 metros de longitud para extraer el material.

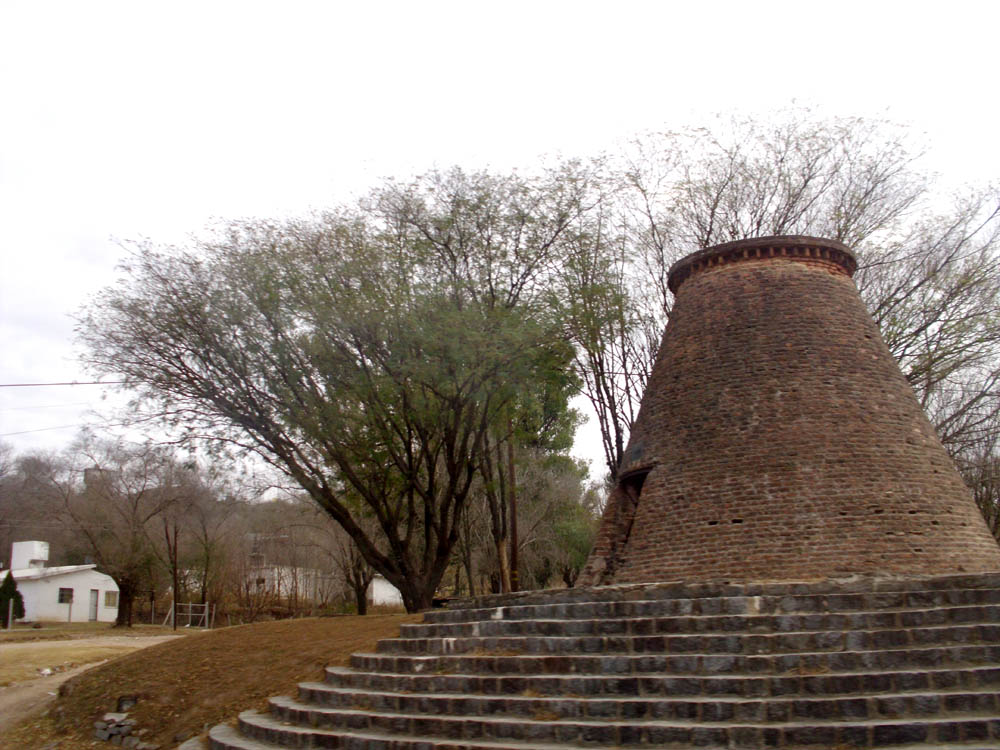
Horno La Primera Argentina.

### Iglesia de San Plácido
En el vecindario de San Plácido, ubicado sobre el faldeo de las Sierras Chicas, cercano a la ruta provincial E-55, se encuentra la capilla de San Plácido. Fundada el 5 de octubre de 1980, esta peculiar iglesia se encuentra construida sobre un viejo tanque de agua. Actualmente es la única iglesia en el mundo dedicada a este santo.

### Gruta de La Rosa Mística
Ubicada 5 kilómetros al oeste del centro de la localidad, en un barrio de rápido crecimiento. Se accede a ella por la calle Antonio Del Viso, que parte del cruce donde las rutas E-55 y 38 se encuentran.
En 1984 fue internado en Córdoba el sacerdote de la Sagrada Familia, Reverendo Padre Godofredo Bauer, quien llevaba consigo una estatuita de María Rosa Mística. Luego de haberse curado, se la regaló a la hermana Sor Ángela Graciela Caminos, en agradecimiento por haberlo cuidado durante su estadía en el hospital.
Al paso de los años Sor Graciela y dos hermanas más dejaron la congregación y el hospital, pero sin embargo no rompieron sus votos; se refugiaron en una casita en un paraje de Punilla llamado El Mirador del Lago (actual Bialet Massé), donde vivían en la pobreza. Con el correr del tiempo la gente del lugar comenzó a unirse a la oración con las hermanas y al poco tiempo construyeron un nicho frente a la casita donde vivían colocando allí la imagen santa. Levantaron un altar y los segundos domingos de cada mes un sacerdote ofrecía la Santa Misa.
El día 13 de cada mes es dedicado a Rosa Mística, siendo su fiesta central el 13 de julio.

### Museo Histórico y Casa de la Cultura
Ubicado en Villa Liliana, el museo histórico funciona en la casa donde viviera el Dr. Juan Bialet Massé. La misma fue adquirida por el municipio en el año 1995, año en el cual abre sus puertas al público. En ella se pueden encontrar objetos pertenecientes a la vida del doctor, como así también fotografías y elementos relacionados con la historia del poblado y la construcción del Dique San Roque.

### Museo del Hincha de Fútbol
Sobre la ruta nacional 38 en el acceso norte, se encuentra el Museo del Hincha de Fútbol. Fundado por don Alberto Ernesto Di Sopra Casco, con la denominación "Luis Acuña", este museo muestra todo lo concerniente al fanatismo por el fútbol. Allí se pueden observar numerosas reliquias, fotografías, e incluso hasta trozos de gradas de estadios y camisas autografiadas.

## Infraestructura y transporte
La ruta nacional 38 conecta a Bialet Massé con el resto de las vecinas ciudades de Punilla, tanto al norte como al sur. Mientras que la ruta provincial E-55 permite viajar hacia el Este, con rumbo a la ciudad de Córdoba. La autovía de Punilla atraviesa la localidad por el barrio Mirador del Lago.
Por las rutas E55 y 38 circulan numerosos autobuses de las empresas Cooperativa La Calera, Ersa, Lumasa y Grupo Sarmiento, que conectan la localidad con la ciudad de Córdoba, Villa Carlos Paz y el norte del Valle de Punilla. La localidad no tiene terminal de autobuses.
La parada de buses de larga distancia se encuentra sobre la ruta 38, en el centro del pueblo, frente al local de venta de pasajes "La Parada del Viajero". Conecta la localidad con Rosario, Buenos Aires, La Plata y San Juan, entre otras localidades de otras provincias.
Cuenta con la estación ferroviaria Bialet Massé, que es una de las estaciones intermedias del Tren de las Sierras.

## Salud
Existen en la localidad los siguientes establecimientos de salud
- Dispensario municipal
- Ar Emergencia - Centro Médico Privado

## Educación

### Jardín de infantes (kinder)
Existen cuatro jardines de infante en la localidad: 
- Dr. Juan Bialet Massé,
- Lunita de Papel (privado),
- Pisaditas de Colores,
- Puerto María Lihuen (privado),
- Instituto Nuestra Señora del Rosario.

### Colegios primarios
- Escuela Doctor Juan Bialet Massé,
- Instituto Nuestra Señora del Rosario.

### Colegios secundarios
- Instituto Privado Municipal Serviliano Díaz,
- Instituto Nuestra Señora del Rosario,
- CENMA (presencial),
- CENMA (semipresencial)

## Cultura local

### Iglesias
La ciudad posee las siguientes iglesias:
- Iglesia Evangélica Bautista, fundada en 1950 como la primera Iglesia Bautista del Valle de Punilla. Está ubicada en calle Juárez Celman N.º 259.
- Iglesia católica, parroquia de Nuestra Señora del Perpetuo Socorro, ubicada en la ruta 38 y calle Mariano Moreno.

## Servicios públicos y utilidades
El agua potable de la localidad proviene de distintas fuentes. Es provista en parte por una Cooperativa de Agua que provee la zona céntrica, y se abastece del Río Cosquín. En el barrio Mirador del Lago el servicio es municipal y se extrae del Arroyo Mallín, y en el barrio Balcón del Lago la provisión es municipal y se capta agua de pozos para su distribución. En las laderas se encuentran los tanques de reserva que abastecen los distintos sistemas. La energía eléctrica, por su parte, es provista por la empresa EPEC. La tubería de gas natural atraviesa a la localidad, aunque la conexión domiciliaria es escasa.